# Donnellsmithia juncea
Donnellsmithia juncea es una especie de planta herbácea de la familia Apiaceae, es originaria de América desde el norte de México al norte de Colombia y el oeste de Venezuela.

## Descripción
Son hierbas perennes, con una raíz axonomorfa delgada surgiendo de un caudex fibroso, esencialmente glabras y glaucas, de 3–12 dm de alto. Las hojas deltoides a orbiculares, de 4–20 cm de diámetro, ternado o ternado-pinnadamente divididas, con las divisiones lineares a filiformes, glabras. Las inflorescencias cimosamente ramificadas, umbelas compuestas, con pedúnculos pequeños o raramente sésiles, rayos generalmente 4–6, 1–3.5 cm de largo, flores perfectas o estaminadas, amarillas; cáliz obsoleto; pétalos con el ápice inflexo. Fruto ovoide, de 2–3 mm de diámetro, ligeramente comprimido lateralmente, con costillas filiformes, vitas varias en los intervalos y en la comisura; semillas sulcadas adaxialmente.

## Distribución y hábitat
Especie localmente común en los bosques de pino-encinos en alturas de 1000–1400 metros desde el norte de México al norte de Colombia y el oeste de Venezuela.

## Sinonimia
- Peucedanum junceum Humb. & Bonpl. ex Spreng.
- Donnellsmithia peucedanoides (Kunth) Mathias & Constance.